# Macroptilium
Morfologia: Distingue-se pela ausência de pelos uncinados, por ter brácteas cuducas, pelo menor comprimento dos pediolos e pelo tipo de curvatura da quilha e do estilete, diferente de uma espiral encontrada em grupos irmãos, Carateriza-se por apresentar alas bem maiores que o vexilo.
Macroptilium é um género botânico pertencente à família Fabaceae.
O Macroptilium atropurpureum é uma leguminosa, rasteira, perene,folhas trifoliadas. Desenvolve-se, na maioria dos solos, porém, não tolera os úmidos, tem boa tolerância à seca e ao pisoteio.
Cultivares:
M. atropurpureum
M.bracteatum
M. erythroloma
M. lathyroides
M.prostratum
1. ↑  «Macroptilium — World Flora Online». www.worldfloraonline.org. Consultado em 19 de agosto de 2020